# Cañón QF de 17 libras
El QF de 17 libras (o simplemente cañón de 17 libras) era un cañón de 76,2 mm desarrollado por el Reino Unido durante la Segunda Guerra Mundial. Fue empleado como cañón antitanque sobre su propio afuste, así como equipando a varios tanques británicos. Fue el cañón antitanque Aliado más efectivo de la guerra. Empleando el proyectil subcalibre APDS, era capaz de penetrar cualquier blindaje, a excepción del más grueso de los tanques alemanes. Fue empleado para mejorar algunos vehículos de fabricación extranjera en servicio británico, especialmente para producir al Sherman Firefly, variante del tanque estadounidense M4 Sherman, ofreciendo a las unidades de tanques británicas la posibilidad de defenderse de sus contrapartes alemanas. En el papel antitanque fue reemplazado por el cañón sin retroceso BAT 120 mm después de la guerra. Como cañón de tanque, fue sucedido por el QF de 20 libras (84 mm).  

## Historial de combate

### QF sobre afuste

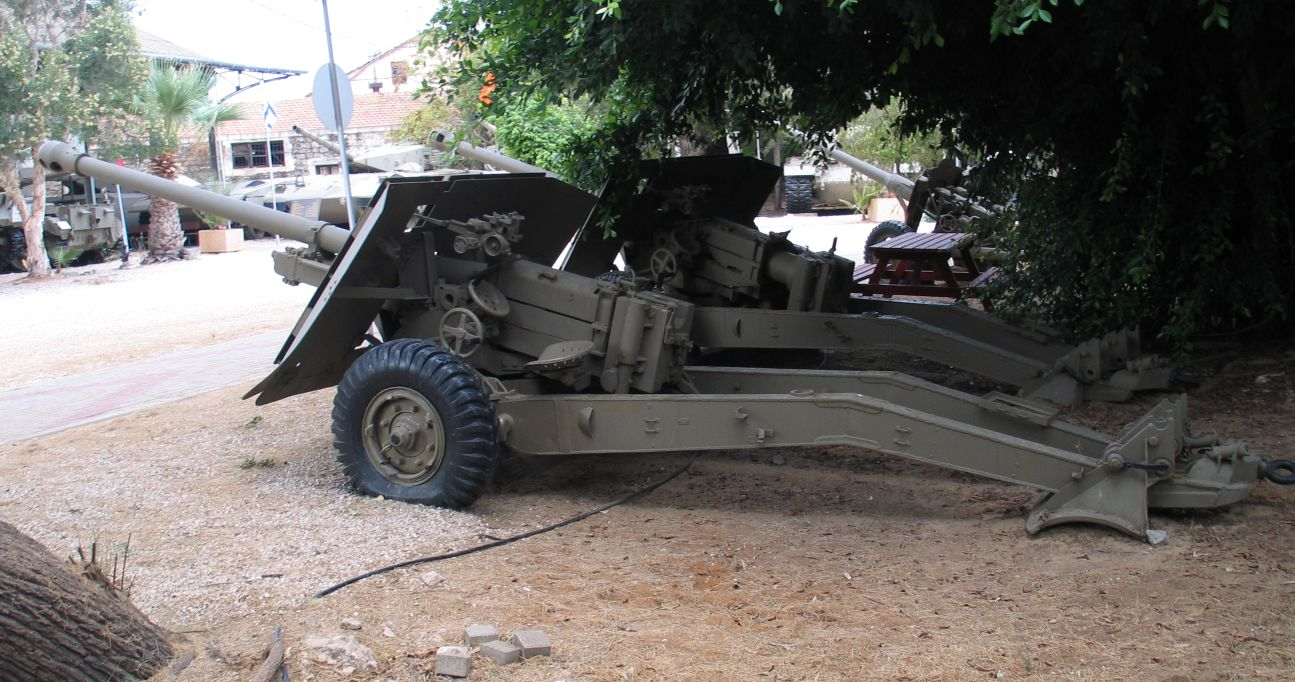
Vista de perfil de un QF de 17 libras.

Antes de la entrada en servicio del QF de 6 libras, los británicos predijeron que pronto sería inadecuado debido al aumento del blindaje de los tanques alemanes. A fines de 1940 se había iniciado el diseño de un reemplazo y estuvo listo para finales de 1941. Se puso a punto una línea de producción del prototipo en la primavera y con la aparición de los tanques Tiger I en la Campaña del norte de África, los primeros 100 prototipos del QF de 17 libras fueron rápidamente enviados al frente para contrarrestar esta nueva amenaza. La prisa fue tan grande, que fueron enviados antes de haberse desarrollado afustes adecuados y los cañones tuvieron que montarse sobre los afustes de los cañones-obuses QF de 25 libras. Estas primeras armas fueron conocidas como cañón de 17/25 libras y recibieron el nombre clave de Pheasant (faisán, en inglés). Entraron en combate en febrero de 1943. Los QF de 17 libras de serie entraron en producción en 1943 y fueron empleados por primera vez durante la Campaña de Italia.

### QF sobre tanques

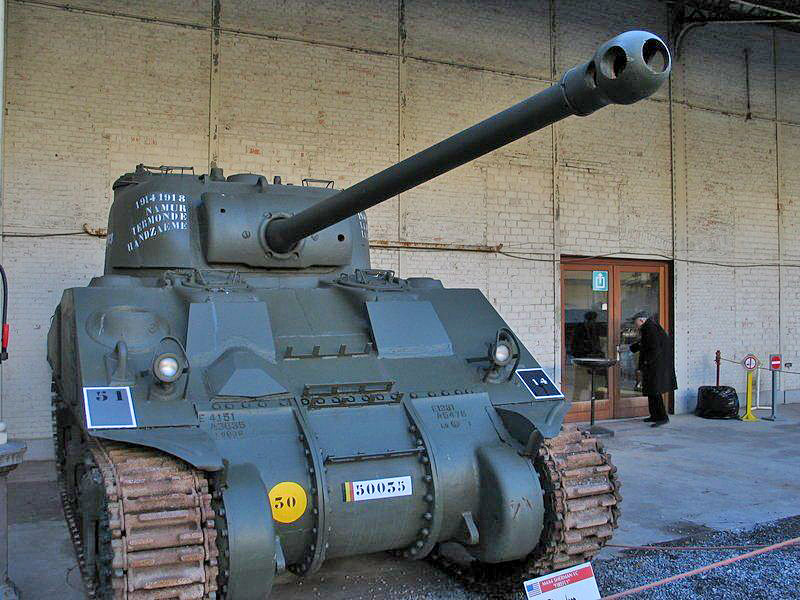
Un Sherman Firefly armado con el QF de 17 libras.

El QF de 17 libras sobrepasó a todos los cañones antitanque Aliados, siendo rápidamente adaptado para emplearse a bordo de diversos tanques empleados por el Ejército británico. Debido a las limitaciones del QF de 6 libras se estaban modificando tanques Churchill para adaptarles el cañón de 75 mm del Sherman.
Sin embargo, pocos tanques ingleses eran capaces de transportar un cañón tan grande debido a la limitación del tamaño del anillo de su torreta. Se esperaba que el nuevo cañón de 75 mm que estaba siendo desarrollado por la Vickers podría emplearse en tanques como el nuevo Cromwell, pero este cañón no entraría en servicio. Los británicos tenían ya los planos para un nuevo tanque - basado en el Cromwell, en desarrollo en aquel entonces - armado con el QF de 17 libras. Pero los problemas inherentes a la modificación hicieron que se retrase el Cruiser Mark VIII Challenger, por lo que se construyeron pocos.
Sin embargo, gracias a la inventiva de algunos militares y a contactos personales los británicos llegaron a realizar una conversión para que sus tanques M4 Sherman pudieran emplear el QF de 17 libras. Esta versión del tanque fue apresuradamente puesta en servicio, justo a tiempo para el Día D conocida como el Sherman Firefly. El cañón (se abrió una línea de fabricación especial para el diseño modificado específico para el Firefly) tuvo que ser girado a 90° para entrar en la torreta del Sherman, quedando de costado, además de soldar una caja adicional en la parte posterior de la torreta para llevar la radio, que había sido trasladada para que la recámara y su cierre puedan retroceder. Se modificaron todavía más tanques Sherman, hasta que alrededor del 50% de los Sherman en servicio británico eran Firefly.

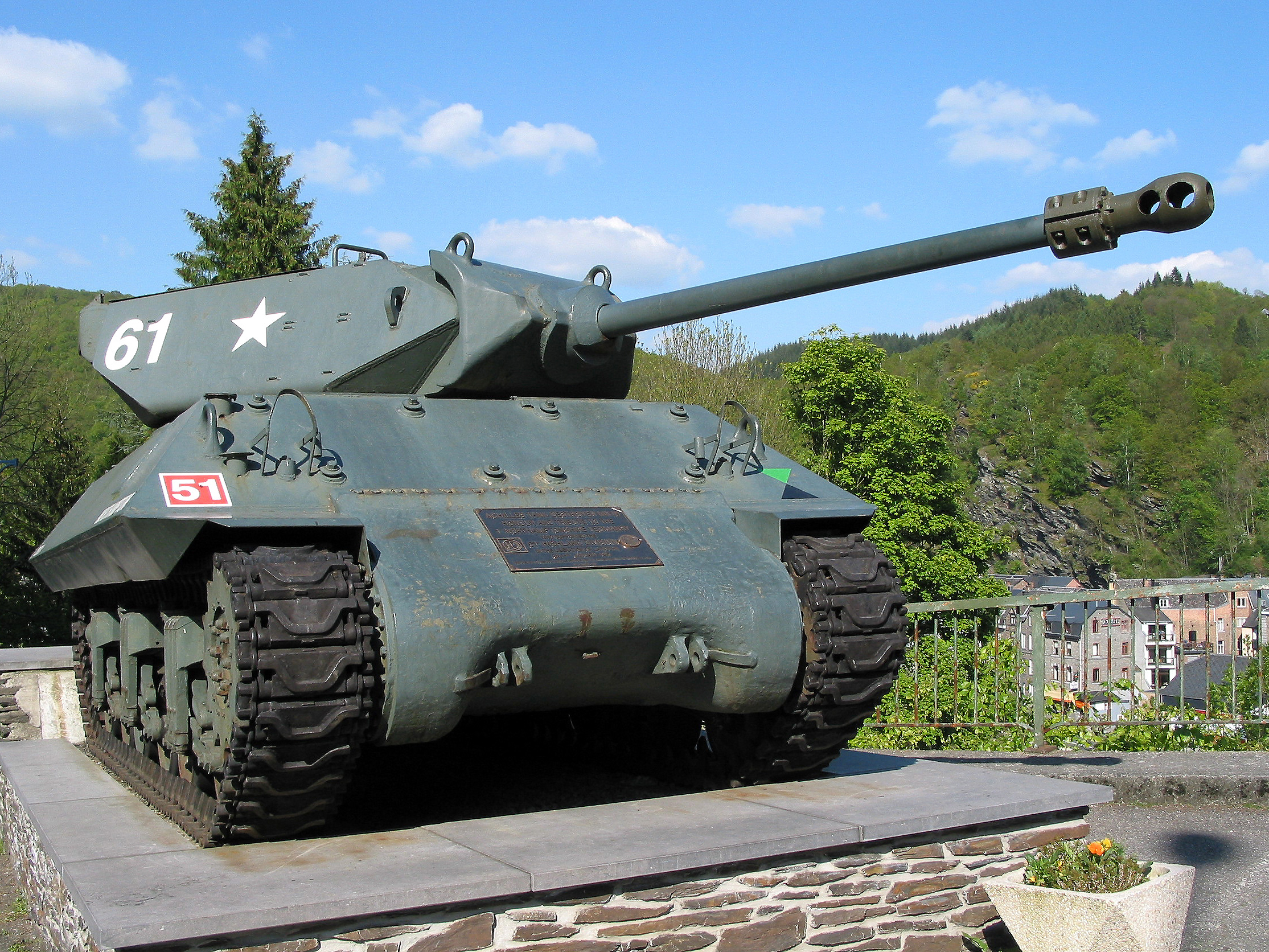
Un SP Achilles de 17 libras que participó en la Batalla de las Ardenas, en La Roche-en-Ardenne.

Los británicos también modificaron a algunos de sus cazacarros estadounidenses M10 Wolverine, reemplazando el cañón de 76 mm (3 pulgadas) con el QF de 17 libras; los vehículos resultantes fueron llamados SP Achilles de 17 libras o simplemente M10 de 17 libras. Curiosamente los estadounidenses hicieron lo mismo, adaptando el M10 para llevar un cañón de 90 mm llamado M36 Jackson.
El QF de 17 libras también fue probado con éxito a bordo del tanque australiano Sentinel, aunque ningún Sentinel armado con este cañón entró en servicio con el Ejército australiano.
Los QF de 17 libras fueron empleados en Corea, contra tanques y como apoyo general contra búnkeres y posiciones fortificadas. Posteriormente fue reemplazado como cañón de tanque por el QF de 20 libras y como cañón antitanque por las series de cañones sin retroceso BAT, MOBAT y L6 WOMBAT 120 mm.
El Ejército estadounidense apenas empleó el QF de 17 libras, aunque se ofrecieron Sherman Firefly a las fuerzas estadounidenses para pruebas comparativas con el nuevo cañón estadounidense de 76 mm. Parece que algunas unidades estadounidenses en Italia estuvieron equipadas con Sherman Firefly.

## Variantes
Mark I
- Primera versión de serie.

Mark II

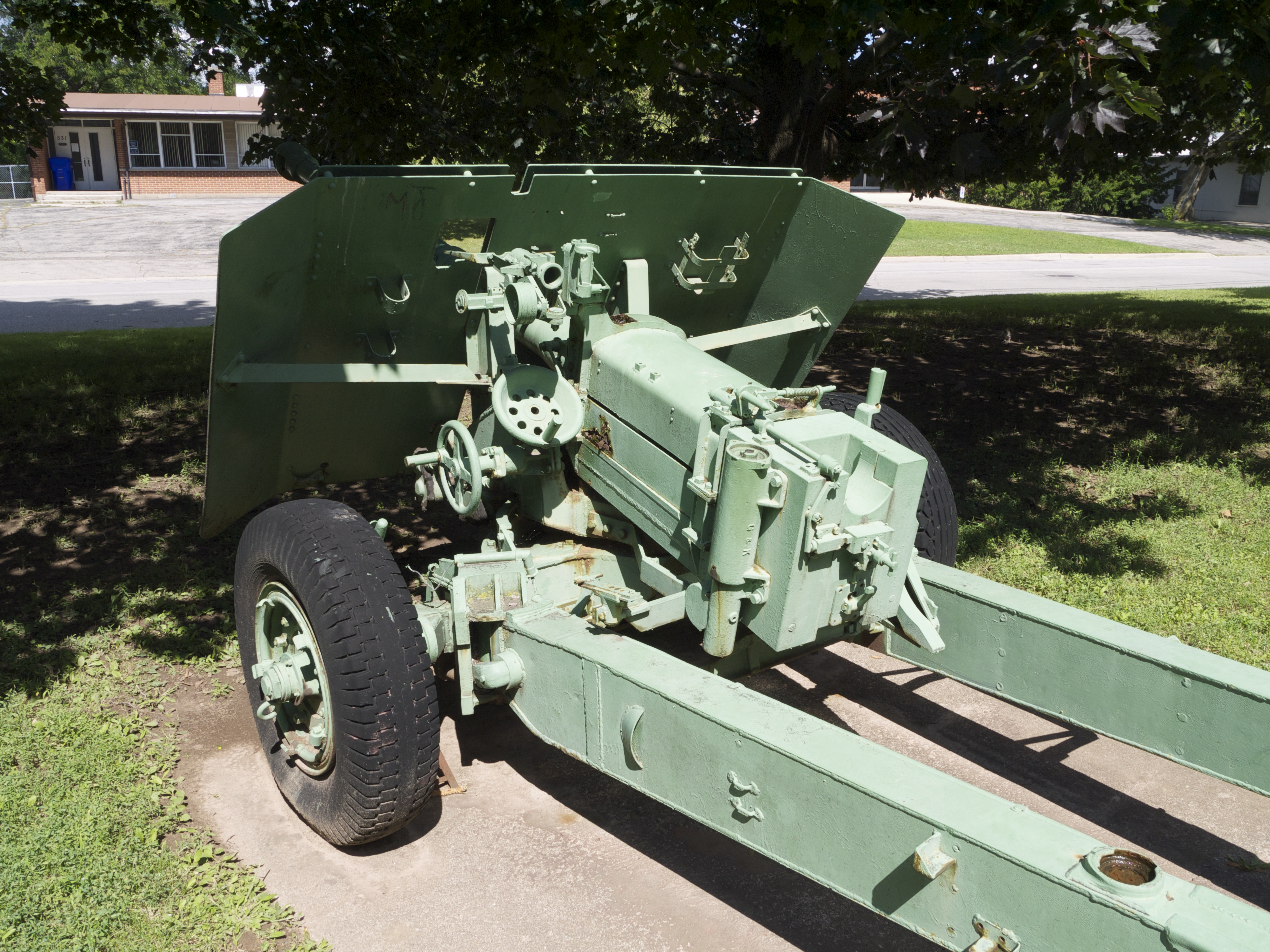
Vista posterior del QF de 17 libras expuesto en Burlington, Ontario.

- Ideado para emplearse a bordo de tanques. Se le retiraron los montajes de afuste y su freno de boca fue reemplazado por un contrapeso. Se le volvió a instalar el freno en marzo de 1944 con la introducción en servicio del proyectil APDS. El Mk II fue empleado en el cazacarros Archer y el tanque Cruiser Mk VIII Challenger.

Mark III
- Adaptación de la Royal Navy para emplearse a bordo de lanchones de desembarco, generalmente similar al Mk I, pero incluía un cargador automático. No llegó a emplearse.

Mark IV
- Otra adaptación para tanque, esta vez con un cierre deslizante que se abría hacia un lado en lugar de hacia abajo, para ocupar menos espacio. Fue empleado en el Sherman Firefly.

Mark V
- Una versión del Mk IV con diferentes montajes para poder reemplazar al Cañón M7 76,2 mm de los M10 Wolverine, dando origen al SP Achilles de 17 libras.

Mark VI
- Otra adaptación del Mk IV con una recámara acortada.

Mark VII
- Similar al Mk VI, pero con otro cambio en el recámara.

Conversión Straussler
- Este fue un cañón experimental, diseñado por Nicholas Straussler y equipado con un afuste motorizado. Se le acoplaría un armón modificado a las colas del cañón, creando un vehículo autopropulsado de cuatro ruedas y eliminando la necesidad de un camión para remolcar al cañón.[4]

### HV 77 mm
Los británicos empezaron a desarrollar un cañón que fuese lo suficientemente pequeño para instalarse en sus tanques - en particular el tanque de crucero Cromwell, que estaba siendo diseñado en aquel entonces - y que dispare los proyectiles estadounidenses de 75 mm (antiblindaje y de alto poder explosivo), pero a mayor velocidad. Este cañón, con una caña de 50 calibres, disparaba un proyectil de 75 mm unido a una vaina con cuello reducido de la munición del cañón antiaéreo de 3 pulgadas 20 cwt (76,2 mm) a través de una recámara modificada, conocido como el Vickers HV 75 mm, con una mayor carga propulsora dentro de una vaina más grande. Aunque el HV 75 mm era un arma prometedora, demostró ser demasiado grande para el tanque Cromwell, por lo que fue equipado con el habitual QF 75 mm empleado en otros tanques británicos. Cuando el reemplazo del Cromwell - el Comet - estaba siendo diseñado, se modificó el HV 75 mm para emplear el proyectil de 17 libras, pero conservando la vaina de 3 pulgadas y empleando una recámara estándar de 3 pulgadas.
Como la recámara del QF de 17 libras era demasiado larga para entrar en varios tanques, se diseñó una nueva versión con recámara más corta, que disparaba el mismo proyectil que el QF de 17 libras desde una vaina de la munición del QF de 3 pulgadas 20 cwt a través de la caña acortada de un QF de 17 libras. La munición del nuevo cañón no era intercambiable con la del QF de 17 libras, así que para evitar confusiones en el suministro de municiones, fue rebautizado como HV 77 mm; HV es el acrónimo de High Velocity (alta velocidad, en inglés), aunque era de 76,2 mm como el QF de 17 libras. Este cañón fue empleado en el A34 Comet.

## Munición

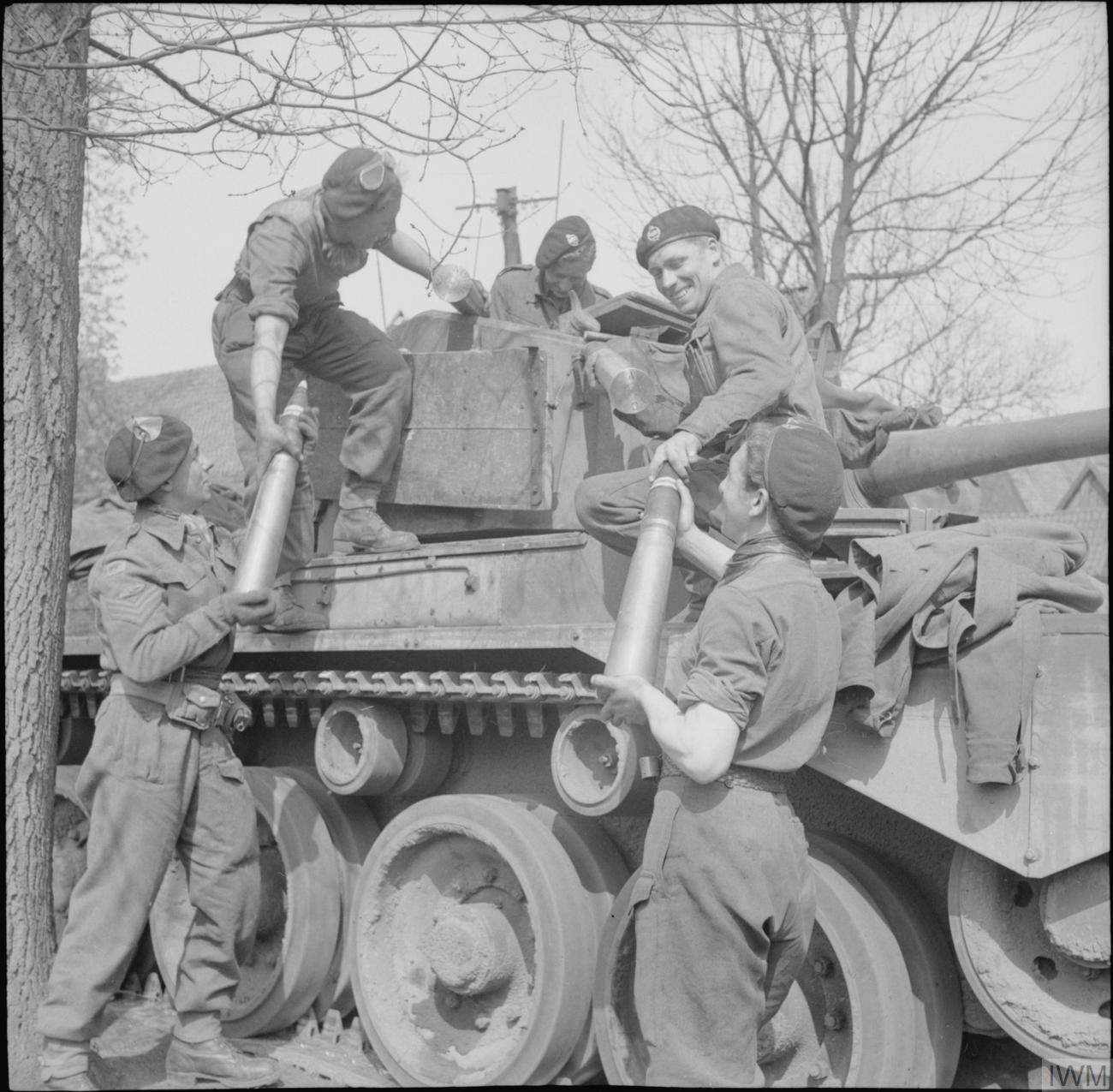
Guardando proyectiles HV 77 mm a bordo de un tanque Comet.

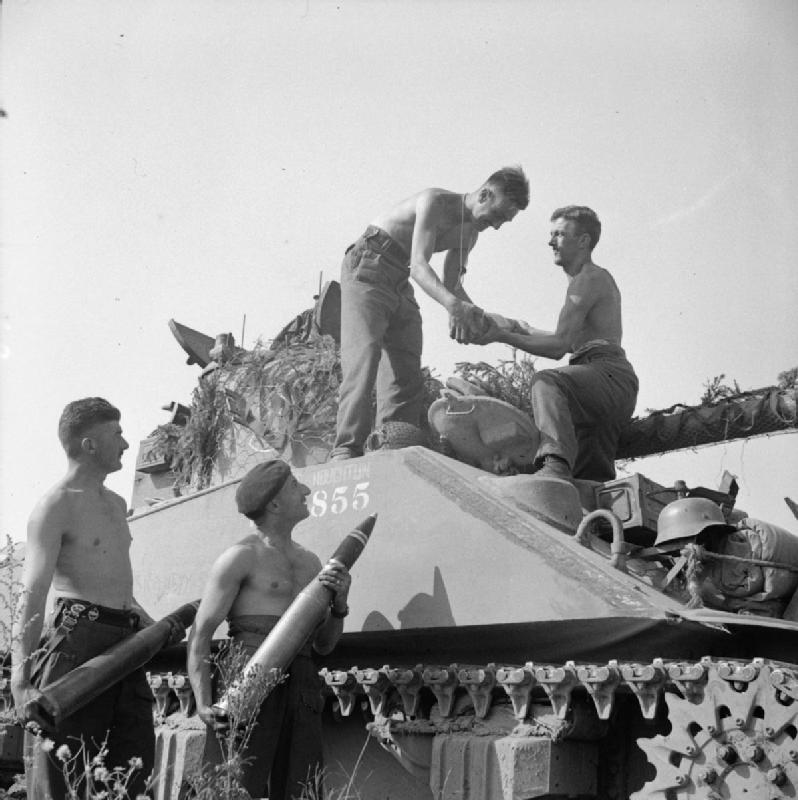
Guardando proyectiles de 76,2 mm a bordo de un Sherman Firefly.

El QF de 17 libras disparaba dos tipos de proyectiles antitanque. Los proyectiles APCBC podían penetrar 130 mm de blindaje a 500 m y 119 mm a 1.000 m, en un ángulo de 30°. Los proyectiles subcalibre APDS podían penetrar 240 mm de blindaje a 500 m y 185 mm a 1.000 m, en un ángulo de 30°, en teoría permitiéndole penetrar hasta el blindaje del tanque pesado alemán King Tiger. Sin embargo, el pequeño núcleo de tungsteno (subcalibre) del APDS era considerado menos preciso que el proyectil APCBC a distancias mayores a 914,4 m (1.000 yardas) debido a que los proyectiles caían delante del blanco y creaban un impacto menos visible. Por lo que era más difícil para el artillero observar el punto de caída y corregir la puntería. El proyectil subcalibre APDS también era considerado menos destructivo para un tanque enemigo - si llegaba a penetrar el blindaje - pero el núcleo de acero al tungsteno subcalibre tendía a desestabilizarse tras penetrar el blindaje y rebotar dentro del blanco blindado, causando bajas a la tripulación. Los proyectiles APCBC eran estándar; los proyectiles subcalibre APDS conformaban apenas el 6% de la munición transportada por un tanque británico armado con el QF de 17 libras. La mayoría de fuentes están de acuerdo que los proyectiles subcalibre APDS no estaban disponibles para el Día D, pero llegaron a Normandía en crecientes cantidades para finales de junio o inicioes de julio de 1944. Estuvieron disponibles para el avance desde Normandía y el avance hacia los Países Bajos y Alemania.
Al proyectil de alto poder explosivo desarrollado inicialmente para el QF de 17 le faltaba potencia. Debido a la vaina con mayor carga propulsora, las paredes del proyectil debían ser más gruesas para resistir las tensiones del disparo, dejando menos espacio para la carga explosiva. Reduciendo el tamaño de la carga propulsora para el proyectil de alto poder explosivo permitía emplear un proyectil de paredes más delagadas y más potente.
El QF de 17 libras producía un fogonazo muy grande debido a la gran carga propulsora de la vaina de sus proyectiles. La onda de choque también era notable, siendo descrita por los artilleros antitanque como un fuerte palmazo en el pecho.[cita requerida]

## Empleo

### Cañón antitanque
El QF de 17 libras era un arma más pesada y voluminosa que su predecesor. En consecuencia, debía ser remolcado por un tractor de artillería como el Morris Quad, el Semioruga M3 o el Crusader II Gun Tractor Mk I, ya que efectivamente no podía ser movido solo por sus artilleros, especialmente sobre terreno suelto. Luego de disparar sobre terreno blando, el QF de 17 libras frecuentemente debía ser arrancado de la tierra porque su retroceso enterraba los soportes de las colas. Después de la Segunda Guerra Mundial, fue suministrado a las unidades antitanque de la Royal Artilley del Ejército británico del Rin (EBR) y era remolcado por el semioruga M3. Cuando las unidades antitanque de la Royal Artillery fueron disueltas en 1951, los QF de 17 libras fueron transferidos a los batallones de Infantería del EBR (6 por batallón) y eran remolcados por el tractor oruga Oxford. Posteriormente fue reemplazado por el cañón sin retroceso BAT 120 mm.
afuste del QF de 25 libras

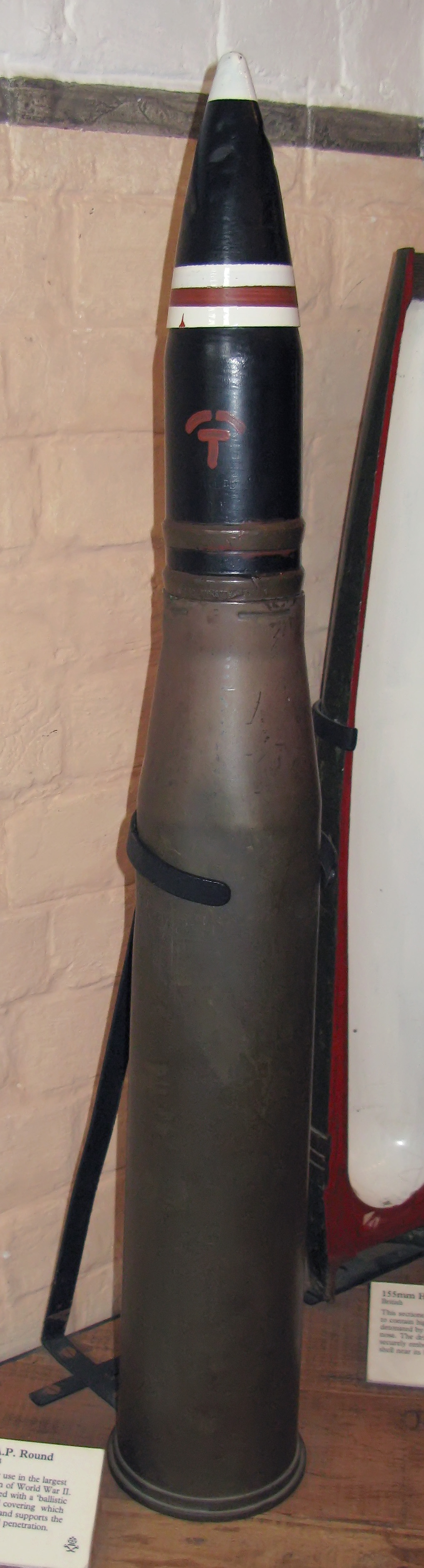
Proyectil AP completo de un QF de 17 libras.

Fue una medida interina, llamado Pheasant (faisán, en inglés).
Afuste de cola dividida
- Afuste de cola dividida, con escudo protector.
- Peso: 3 t.
- Elevación: −6° a +16,5°
- Rotación: 60°

### Israel
Los israelíes emplearon algunos QF de 17 libras que capturaron a los árabes en la guerra de independencia.

### Cañón de tanque
Segunda Guerra Mundial
- Tank, Cruiser, Challenger (A30) - 200 unidades
- Tank, Cruiser, Comet I (A34) (OQF HV 77 mm) - 1,200 hacia el final de la guerra.
- SP 17-pounder, Valentine, Mk I, Archer, cazacarros construido a partir del casco de un tanque Valentine. Se construyeron 655.
- Sherman Firefly (un M4 Sherman modificado) - unos 2.000
- SP Achilles de 17 libras (un M10 Wolverine modificado) - unos 1.100 hacia el final de la guerra.
- Grizzly I (tanque de entrenamiento, nunca entró en combate)
- Tank, Infantry, Black Prince (A43) (prototipo de tanque, nunca entró en combate)
- Cruiser tank Mk IV australiano (solo un prototipo de torreta, nunca entró en combate)

Posguerra
- Centurion - en su etapa de prototipo durante la guerra.
- SP 17-pounder, A30 (Avenger) - no estuvo disponible a tiempo para la guerra, se construyeron 250.

## Usuarios
- Reino Unido
  - Commonwealth
- Israel (cañones capturados en 1948)
- Argentina Sherman Firefly